# Vanderlan Cardoso
Vanderlan Vieira Cardoso (Iporá, 15 de novembro de 1962) é um empresário e político brasileiro, filiado ao Partido Social Democrático (PSD). É senador licenciado por Goiás desde julho de 2025, tendo sido substituído por seu suplente, Pedro Chaves (MDB).

## Carreira política
Em 2004, Vanderlan se candidatou à prefeitura de Senador Canedo e foi eleito com mais 57% dos votos válidos. Foi reeleito em 2008 com 80% dos votos. Em 2010, pelo Partido da República (PR) e em 2014, pelo Partido Socialista Brasileiro (PSB), respectivamente, disputou o Governo de Goiás e ficou em terceiro lugar. Em 2016, se candidatou à prefeitura de Goiânia, mas foi derrotado por Iris Rezende (PMDB) no segundo turno.
Em 2018, foi eleito senador por Goiás com 1.729.637 votos, o equivalente a 31,42% dos votos válidos, o mais votado. Como senador, foi presidente da Comissão de Ciência, Tecnologia, Inovação, Comunicação e Informática.
Nas eleições municipais de 2020, disputou novamente a prefeitura de Goiânia, pelo PSD, tendo sido derrotado no segundo turno pelo candidato Maguito Vilela (MDB). Vanderlan recebeu o voto de mais de 250 mil eleitores (47,40% dos votos válidos), perdendo por uma diferença de quase 30 mil votos.
Em 2024, concorreu pela terceira vez à prefeitura de Goiânia. Foi o quinto colocado, alcançando apenas 45.186 votos (6,57%). Foi derrotado ainda no primeiro turno; o segundo turno foi vencido por Sandro Mabel (UNIÃO).

## Posicionamentos
Defensor da Operação Lava Jato, apoia propor no Senado Federal a institucionalização da operação. Pretende apoiar as reformas que considera necessárias para o crescimento do país, como a reforma tributária, previdenciária e política.
Vanderlan recebeu apoio direto da ex-presidente Dilma Rousseff na campanha de 2010, mas após as eleições de 2018, se aproximou bastante do ex-presidente Jair Bolsonaro. Porém, causou conflitos dentro do bolsonarismo goiano após falas a favor do presidente Lula.